# لانس موير
لانس موير (بالإنجليزية: Lance Moir)‏ هو لاعب دوري الرغبي نيوزيلندي، ولد في 18 يونيو 1886 في نيوزيلندا، وتوفي في 29 يوليو 1962 في أوكلاند في نيوزيلندا.